# 坎丘加
坎丘加是波蘭的城鎮，位於該國東南部，由喀爾巴阡山省負責管轄，面積7.61平方公里，海拔高度220米，2006年人口3,211。在第一次瓜分波蘭中，該鎮在1772年被納入奧地利管治範圍。

## 外部連結
- Official town webpage
- Witryna o mieście i gminie Kańczuga

49°59′02″N 22°24′31″E / 49.98389°N 22.40861°E